# Stabkirche Hopperstad

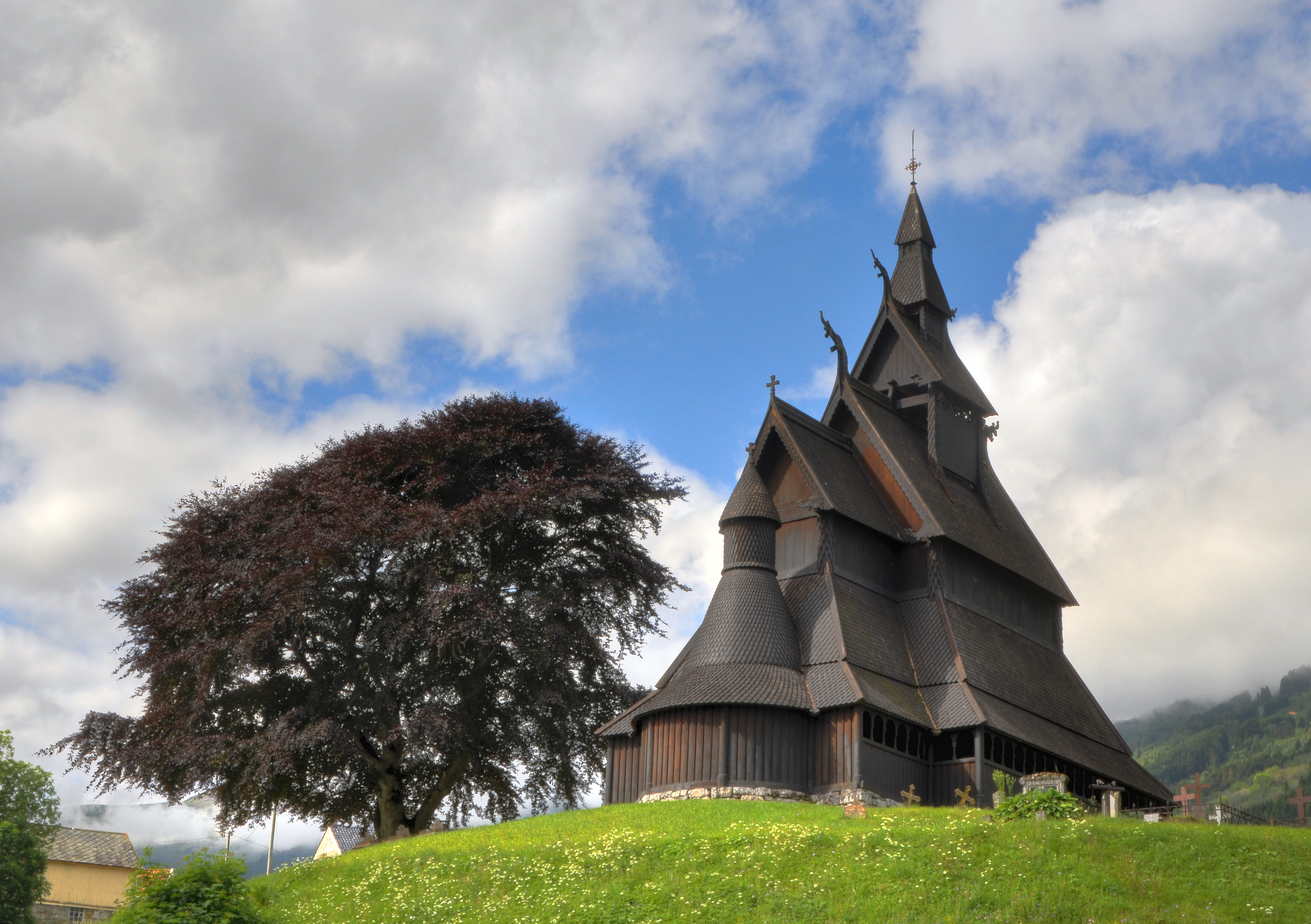
Stabkirche Hopperstad (2010)

Die Stabkirche Hopperstad ist eine Stabkirche in der Gemeinde Vik im Fylke Vestland/Norwegen. Sie ist eine der ältesten der 30 noch existierenden authentischen Stabkirchen und gehört heute dem norwegischen Denkmalschutzverein Fortidsminneforeningen.

## Lage

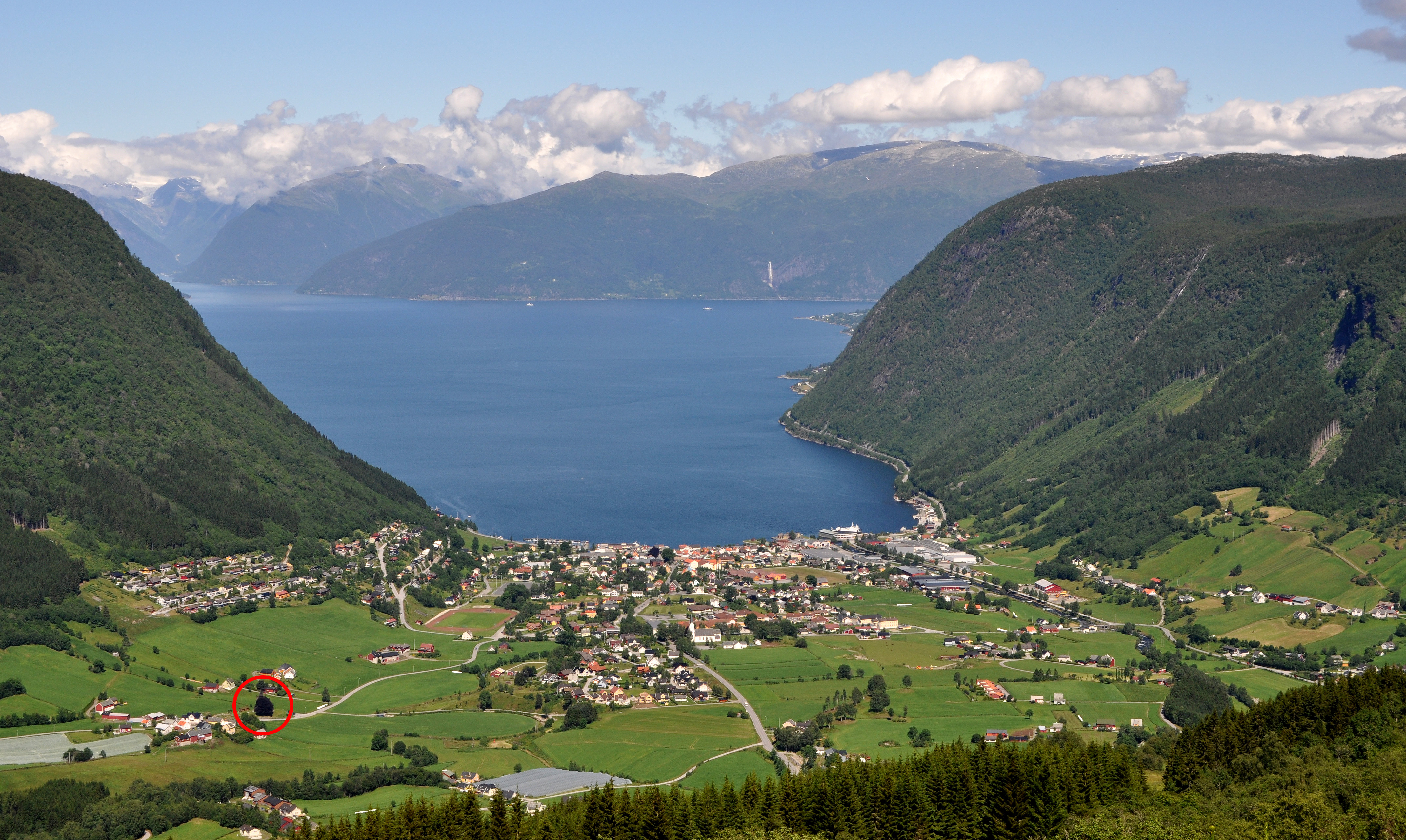
Die Stabkirche in Vikøyri am Sognefjord von der Riksvei 13 aus gesehen. Sie liegt in dieser Sicht verborgen hinter dem nebenstehenden Baum.

Die Stabkirche Hopperstad liegt auf einem Hügel in Vikøyri, das zur Gemeinde Vik am Sognefjord gehört, etwa 500 Meter westlich vom Riksvei 13 entfernt. Nicht weit von der Kirche entfernt steht die romanische Kirche von Hove.

## Geschichte
Die Stabkirche Hopperstad wurde um das Jahr 1070 erbaut und befindet sich noch an ihrem ursprünglichen Standort. 1997 wurden sieben dendrochronologische Proben zur Ermittlung des Alters aus dem Holz der Kirche entnommen. Das daraus ermittelte Alter des Holzes wird auf den Zeitraum von 1034 bis 1116 geschätzt.
1880 erwarb die Norwegische Denkmalschutzvereinigung (Fortidsminneforeningen) die Stabkirche, die sich noch heute in ihrem Besitz befindet. Im selben Jahr begann der norwegische Architekt Peter Andreas Blix mit umfangreichen Restaurierungsarbeiten an der Kirche. Er arbeitete unentgeltlich und investierte zudem dabei eigenes Geld. Unterstützt wurde er dabei von dem Antiquar Lars J. Nicolaysen. Blix orientierte sich bei seiner Arbeit an der Stabkirche von Borgund. Der Aufbau der Kirche vor der Restaurierung ähnelte mehr dem der Stabkirchen von Urnes und Kaupanger. Fehlende Gebäudeteile wie der Svalgang, die Apsis mit Turm, sowie Dachreiter wurden durch Blix hinzugefügt. Das Westportal vervollständigte er. Das Südportal konnte er unverändert belassen. Die Wandmalereien aus dem 17. Jahrhundert entfernte er weitgehend. Die Andreaskreuze beließ er unverändert.

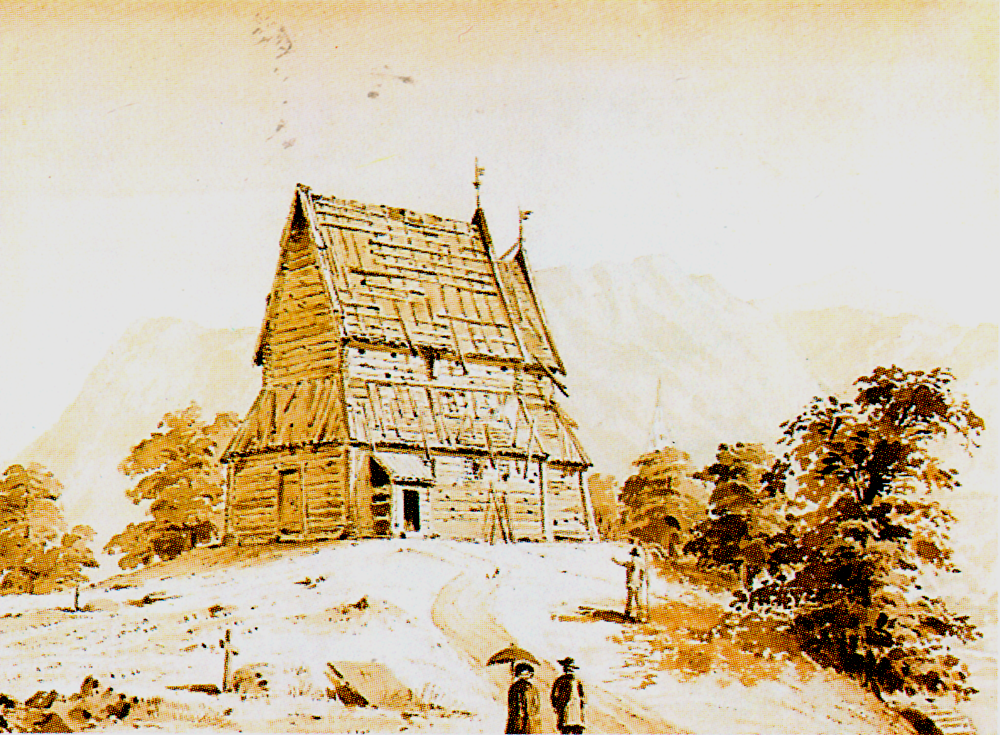
Eine Zeichnung von 1884 dokumentiert den desolaten Zustand der Kirche zu dieser Zeit.
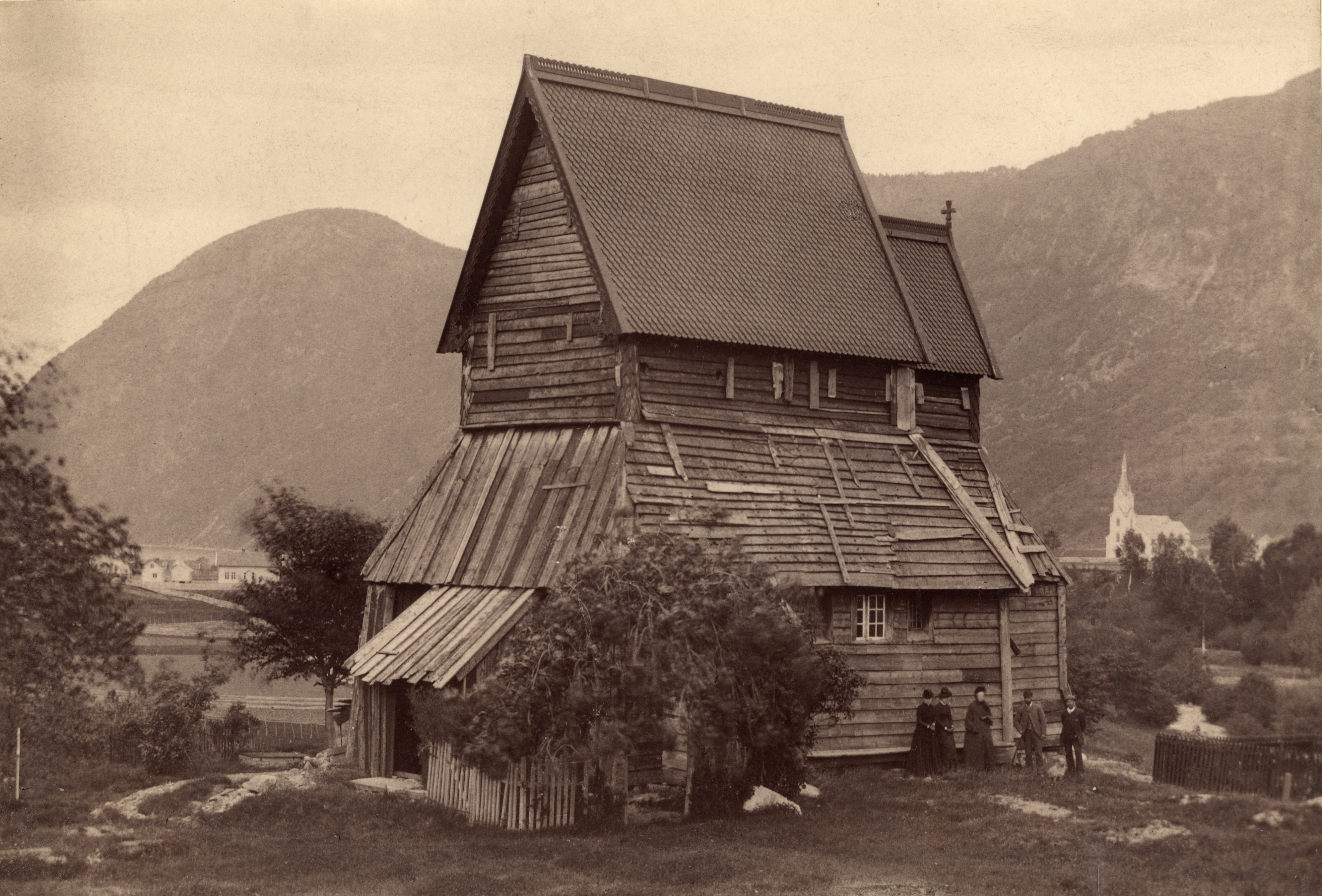
Die Kirche während der Umbauarbeiten von 1885.

2008 wurde das Dach der Kirche erneuert. Im Zuge dieser Arbeit erhielt sie auch einen neuen Anstrich aus Holzteer, der aus dem Sud von Kiefernwurzeln hergestellt wird. Dieser Teer sorgt für eine natürliche Konservierung, er ist im frischen Zustand schwarz aber nach einer gewissen Zeit kommt die braune Farbe des Holzes wieder zum Vorschein.

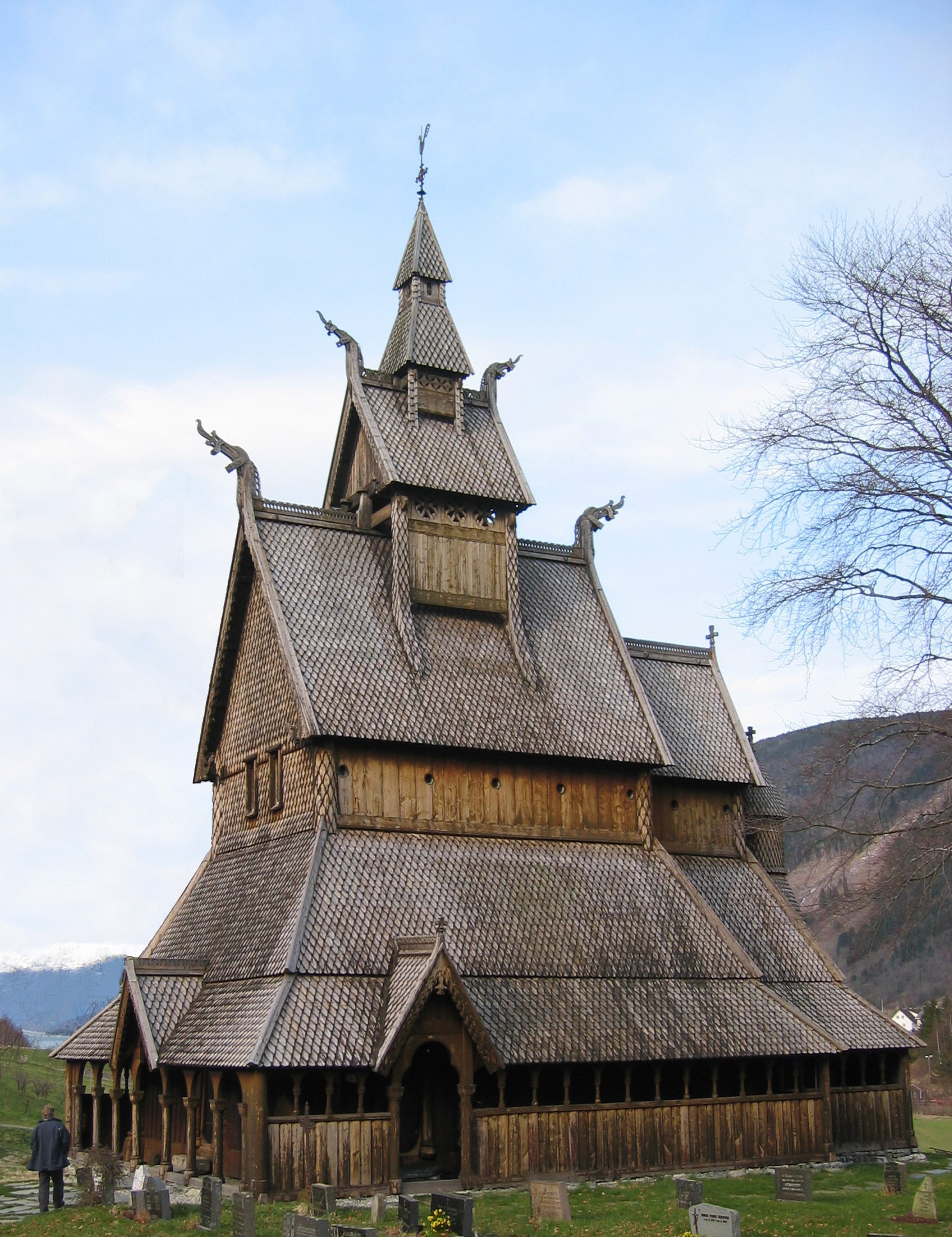
Vor dem Anstrich (2005)
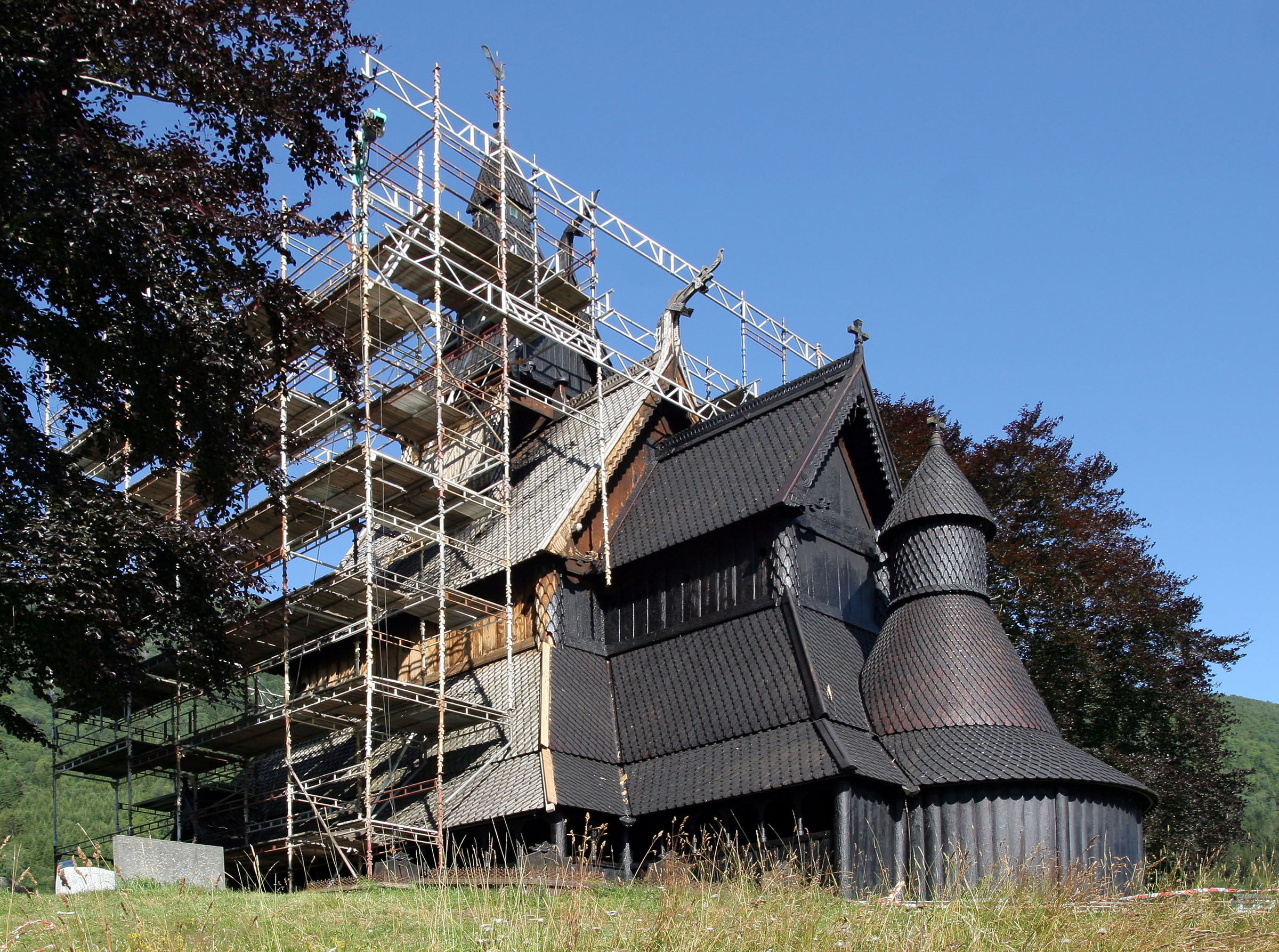
Die Kirche während des Anstrichs von 2008
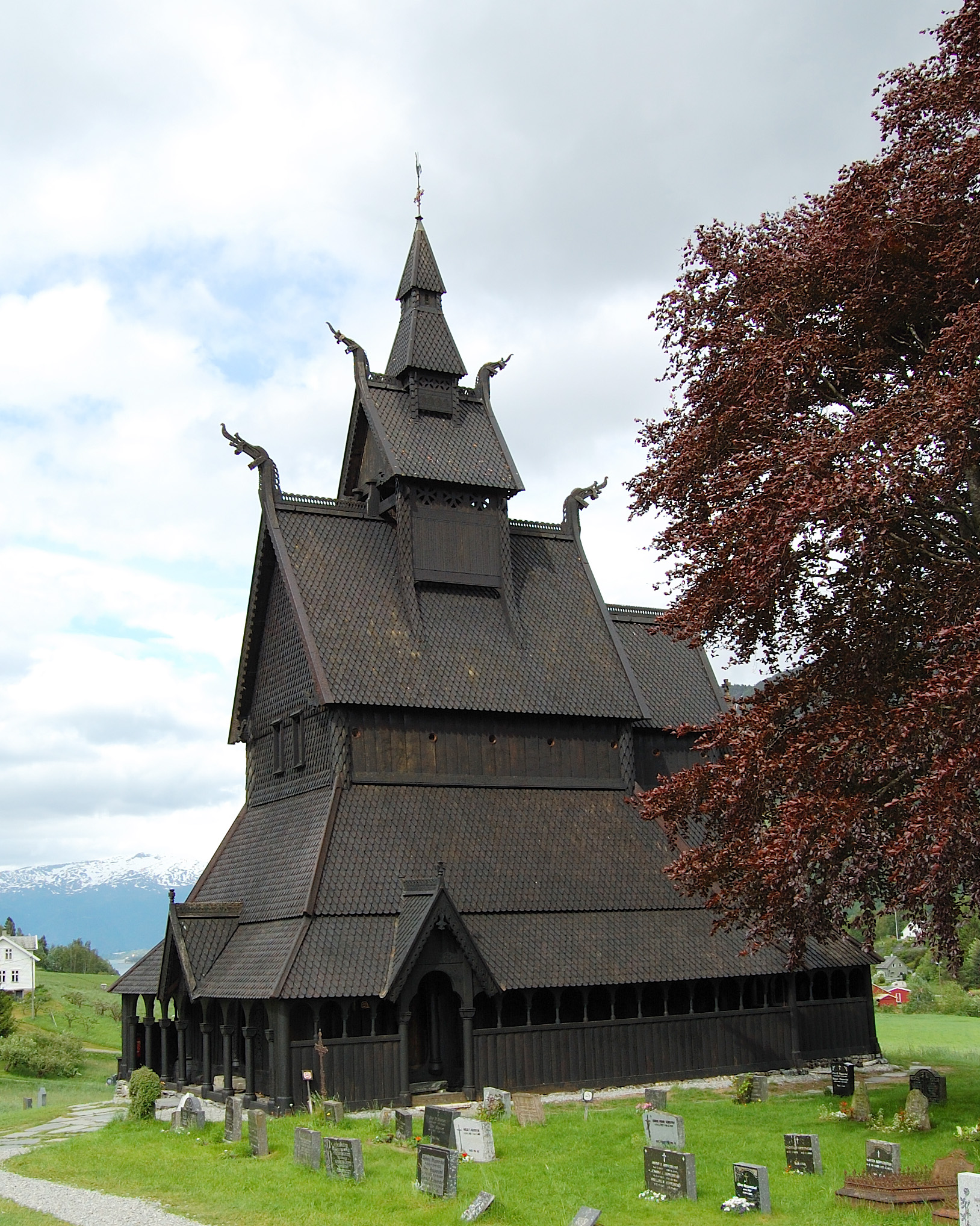
Frisch geteerte Kirche (2009)

## Architektur und Ausstattung

### Aufbau

Grundriss
Seitenriss

Bei der Konstruktion der Kirche handelt es sich um eine dreischiffige Säulen-Stabkirche. Die freistehenden Säulen im Schiff tragen dabei die Dachkonstruktion über dem erhöhten Mittelschiff. Vom Aufbau her gehört die Kirche zum Borgund-Typ der Stabkirchen. Die Andreaskreuze an der Dachkonstruktion wurden einige Jahrhunderte später hinzugefügt.

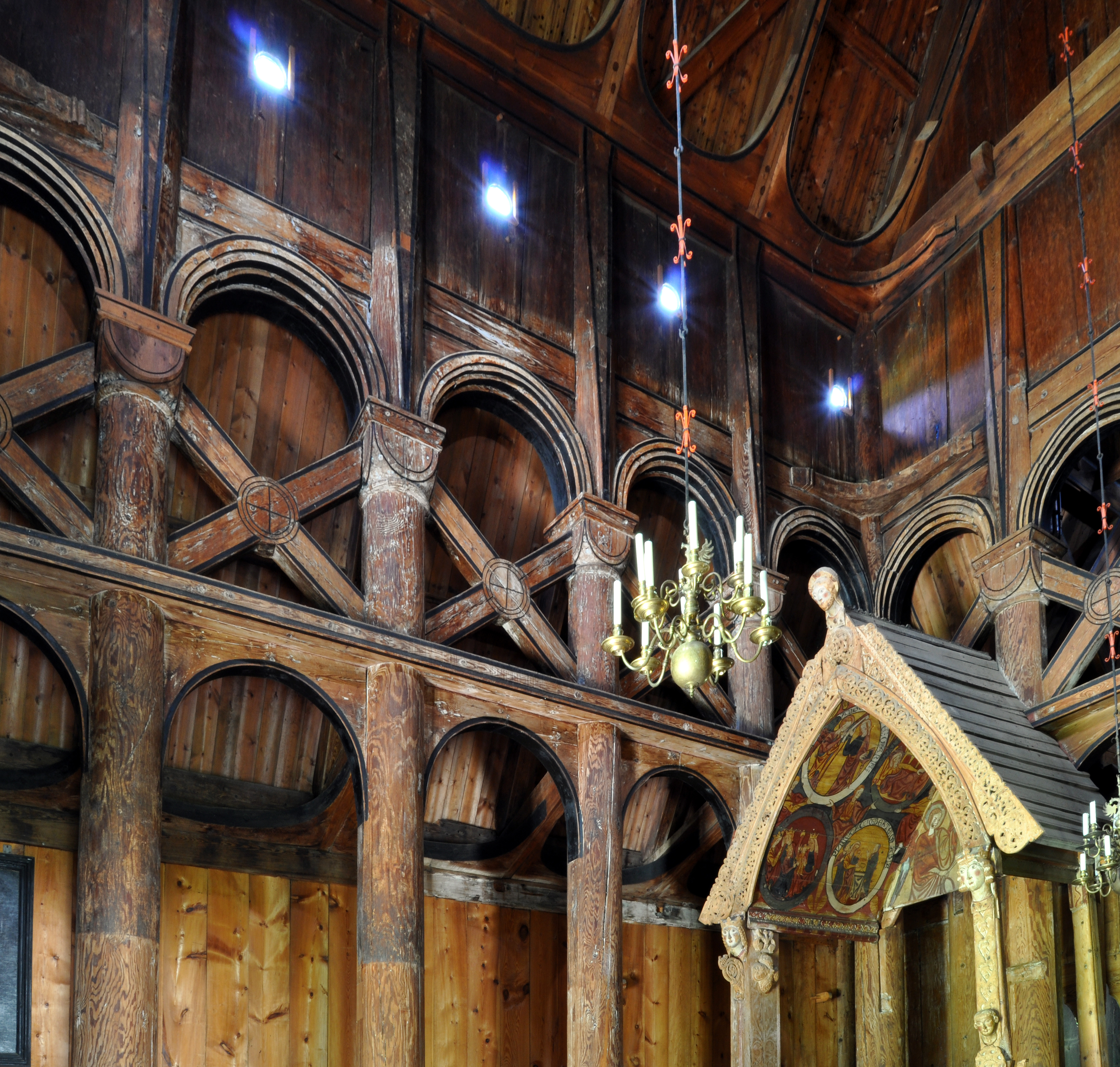
Die Hochsäulenkonstruktion

Die Hochsäulensystem besteht aus je sechs Masten an den Längsseiten, die bis zum Boden reichen. Die Querseite hat drei Säulen, wobei die mittlere nicht bis auf den Boden geht, sondern bis auf die untere Balkenzange. Ursprünglich endete die Säule auf einem Rundbogen. Sämtliche Säulen tragen zuoberst unterhalb der Arkaden unverzierte Würfelkapitelle. Die Arkaden selbst tragen die Schwelle (Quermasten) für die Wände des erhöhten Raumes. Die Andreaskreuze, die Balkanzangen darunter und die unteren Arkaden wurden später angebracht und gehören nicht zur ursprünglichen Architektur.

### Dachkonstruktion
Die Dachkonstruktion der Kirche ist sechsstufig und nach dem Vorbild der Stabkirche Borgund mit zwei Stufen Pultdächern, die gleichzeitig das Schiff und den Chor bedecken. Im Gegensatz zu dem Vorbild in Borgund liegt das obere Pultdach auf dem unteren, so dass keine Wand mehr dazwischen zu sehen ist. Das untere Pultdach hat einen flacheren Winkel. Auf den Pultdächern folgt eine Stufe mit einem Satteldach. Das Schiff und der Chor tragen je ein unterschiedlich hohes Satteldach. Auf dem Satteldach des Schiffes ist ein dreistufiger Dachreiter mit einem Pultdach und zwei Stufen Pyramidendächern angebracht. Auf der Spitze befindet sich ein keltisches Kreuz mit einem Wetterhahn. Dieser mehrfache Aufbau mit immer kleiner werdenden Dächern lässt die Kirche durch eine optische Täuschung höher erscheinen, als sie tatsächlich ist. Damit sollte vermutlich die Ausrichtung des Gebäudes gen Himmel und somit ins Göttliche betont werden.
Die Apsis besteht aus drei Stufen aus Kegeldächern, wobei die unteren zwei Stufen durch die Konstruktion ähnlich den Pultdächern des Schiffes gekappt sind und aufeinanderliegen und auf der Westseite durch den Chor abgeschnitten sind. Darauf folgt ein rundes Türmchen mit Kegeldach, welches unten an seiner Basis einen kleinen Vorsprung hat.
Im Gegensatz zur Stabkirche Borgund tragen die Portale ein einfaches Satteldach, da der Laubengang bei den Portalen gerade weiterläuft. Ebenso wurde kein blindes Nordportal errichtet, womit die Kirche kein symmetrisches Äußeres besitzt. Die Giebel der Satteldächer der Schiffportale tragen Kreuze. Das fehlende Kreuz des Westportals wurde während der Restauration 2008 wieder ergänzt. Das nördliche Chorportal trägt keinen zusätzlichen Aufbau. Der Apsisturm und das Satteldaches des Chores tragen ebenfalls je ein Kreuz. Auf den beiden Satteldächern des Schiffes befinden sich in Ost- und Westrichtung die für Wikingerschiffe typischen züngelnden Drachenköpfe. Die Firsten der Satteldächer tragen eine Verzierung. Das Ortganggesims der Satteldächer besteht aus zickzackartigen, ineinander verwobenen Ornamenten mit zuunterst angebrachten Drachenfiguren. Die vielen Kreuze und Figuren könnten die gleiche apotropäische Funktion zur Abwehr des Dämonischen erfüllen wie die Wasserspeier an Steinkirchen.

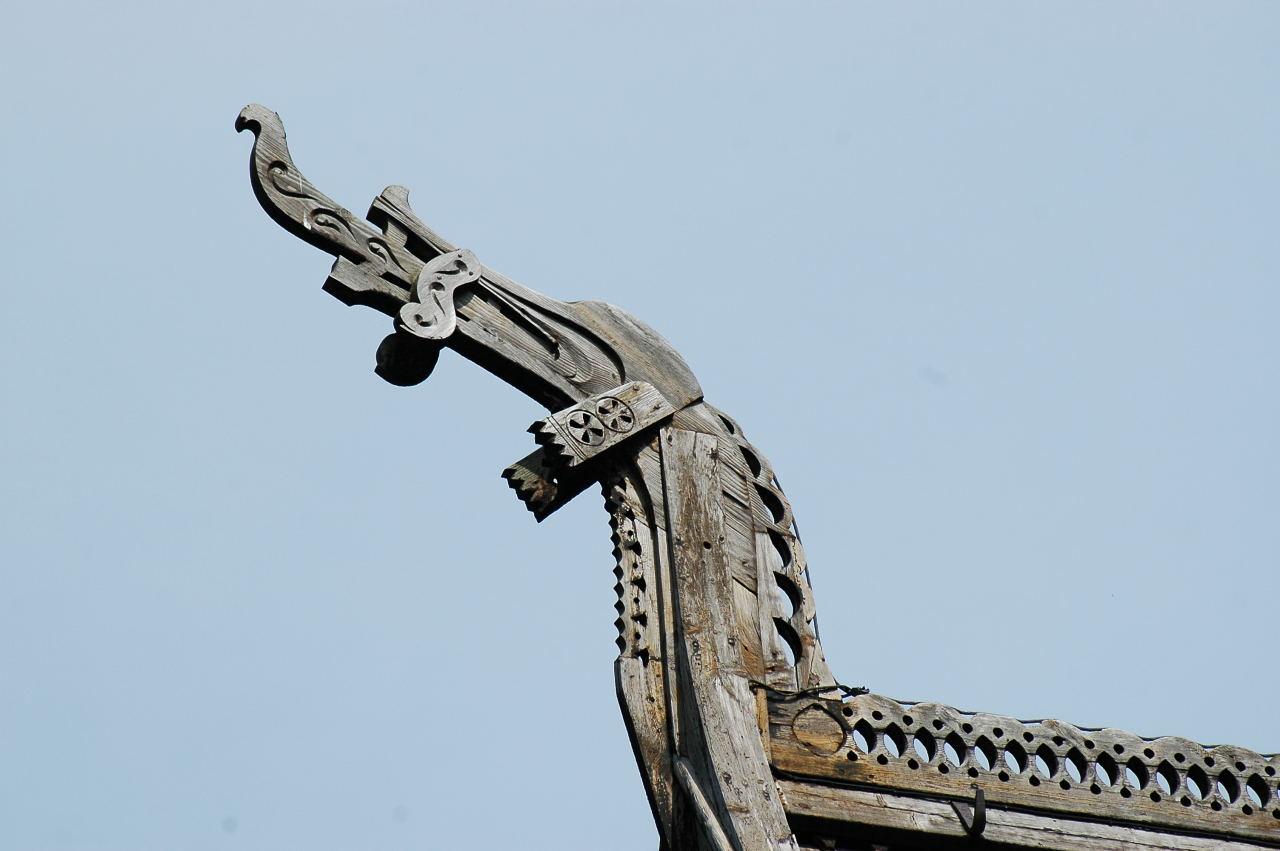
Drachenkopf auf einem Giebel.
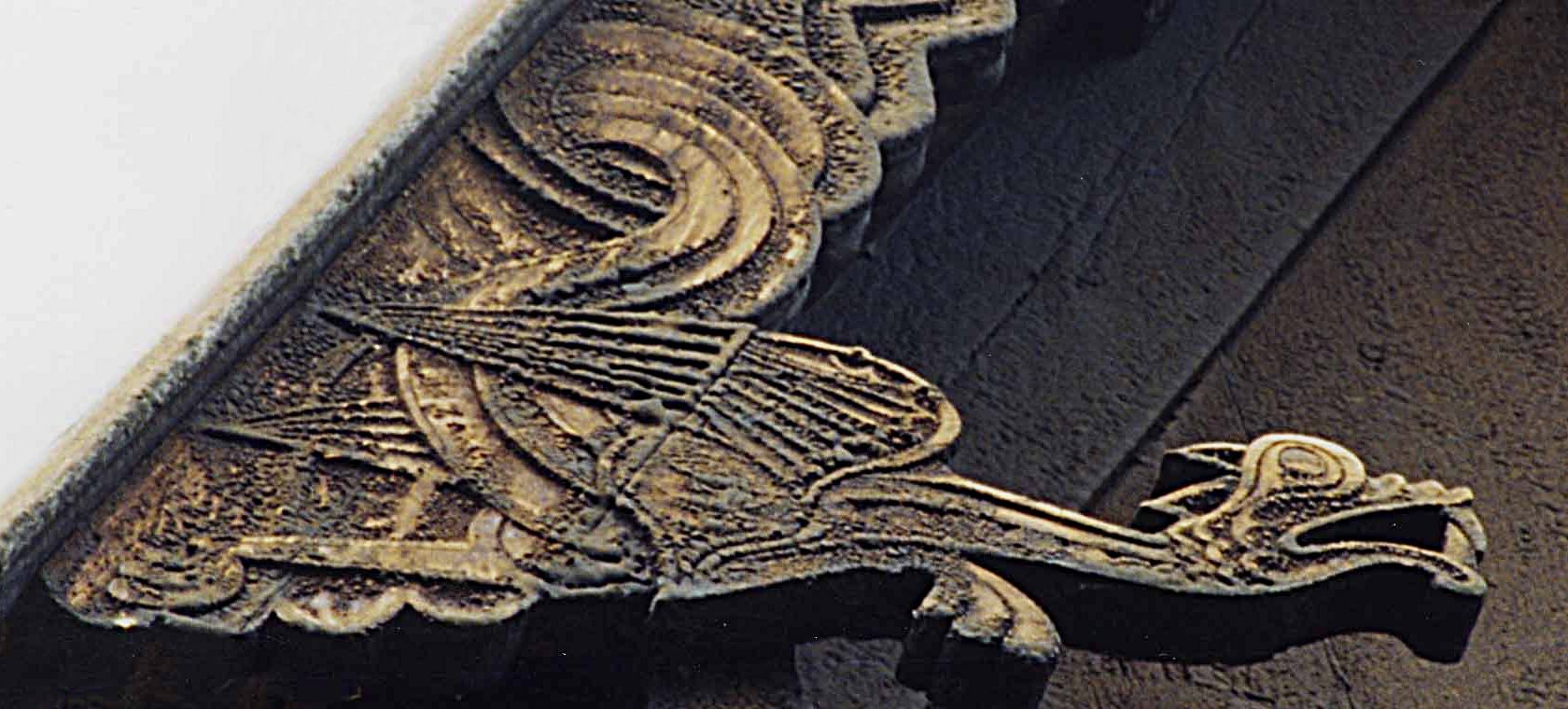
Drache am Ende des Ortganggesims.
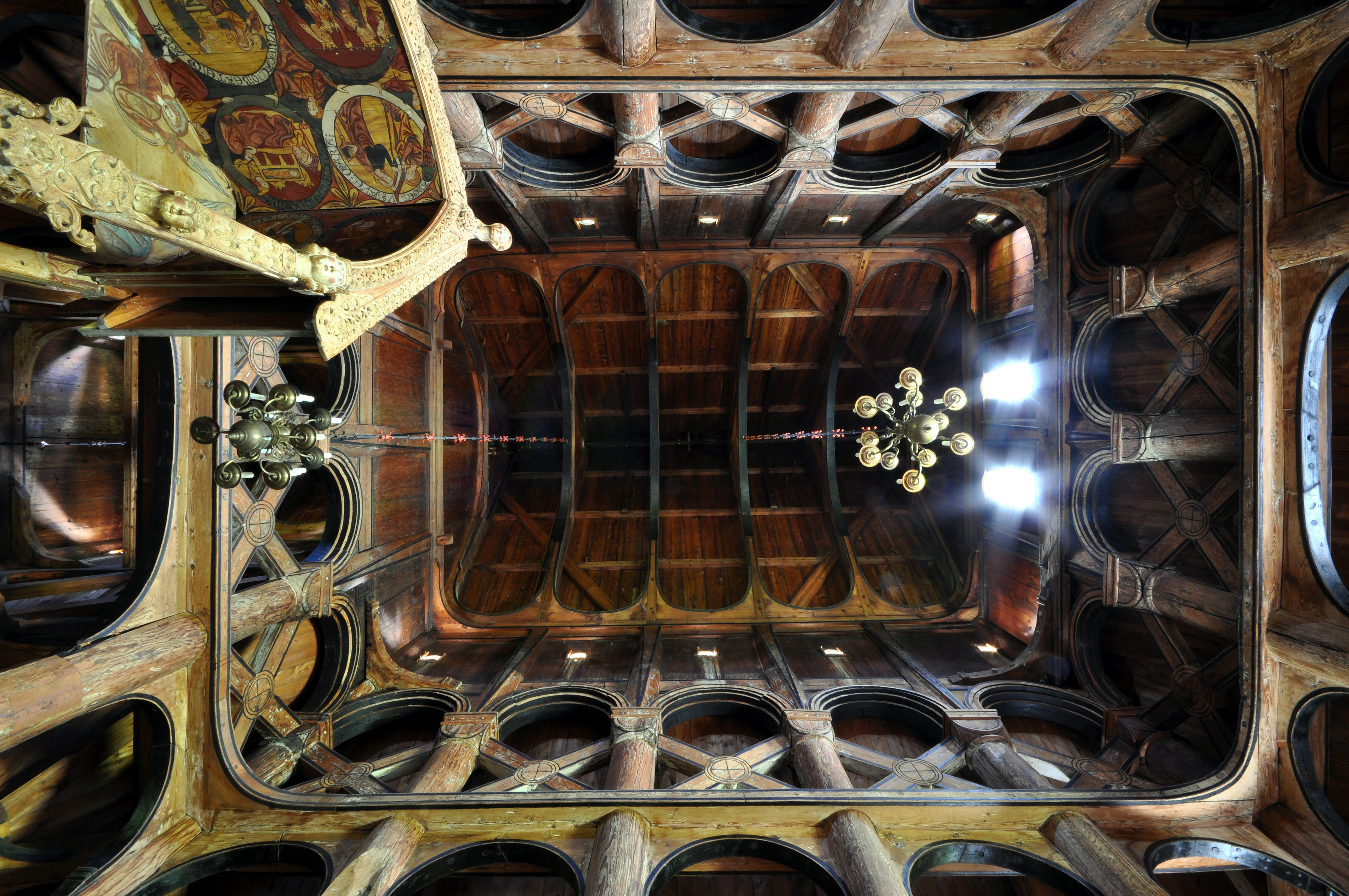
Das Dach vom Schiff von unten aufgenommen.

### Chor
Zwischen dem Schiff und dem Chor steht eine Wand mit einem Portal. Das Portal wird aus Säulen mit Würfelkapitellen gebildet, und auf ihnen spannt sich ein Rundbogen. Unten am Portal befindet sich eine ovale Schwelle. Links und rechts in der Bretterwand befinden sich je drei Kleeblattarkaden mit sehr dünnen Säulen. Solche Wände waren auch in vielen anderen Stabkirchen üblich, wurden aber im Verlaufe der Zeit entfernt.
An der Süd- und Nordwand finden sich viele Einritzungen in der Form von Löwenköpfen, Fischen, Seehunden, Zirkelschläge und vieles mehr. An einer Säule befindet sich eine aufgemalte Heiligenfigur. Die Malerei stammt aus dem Mittelalter.

### Altäre

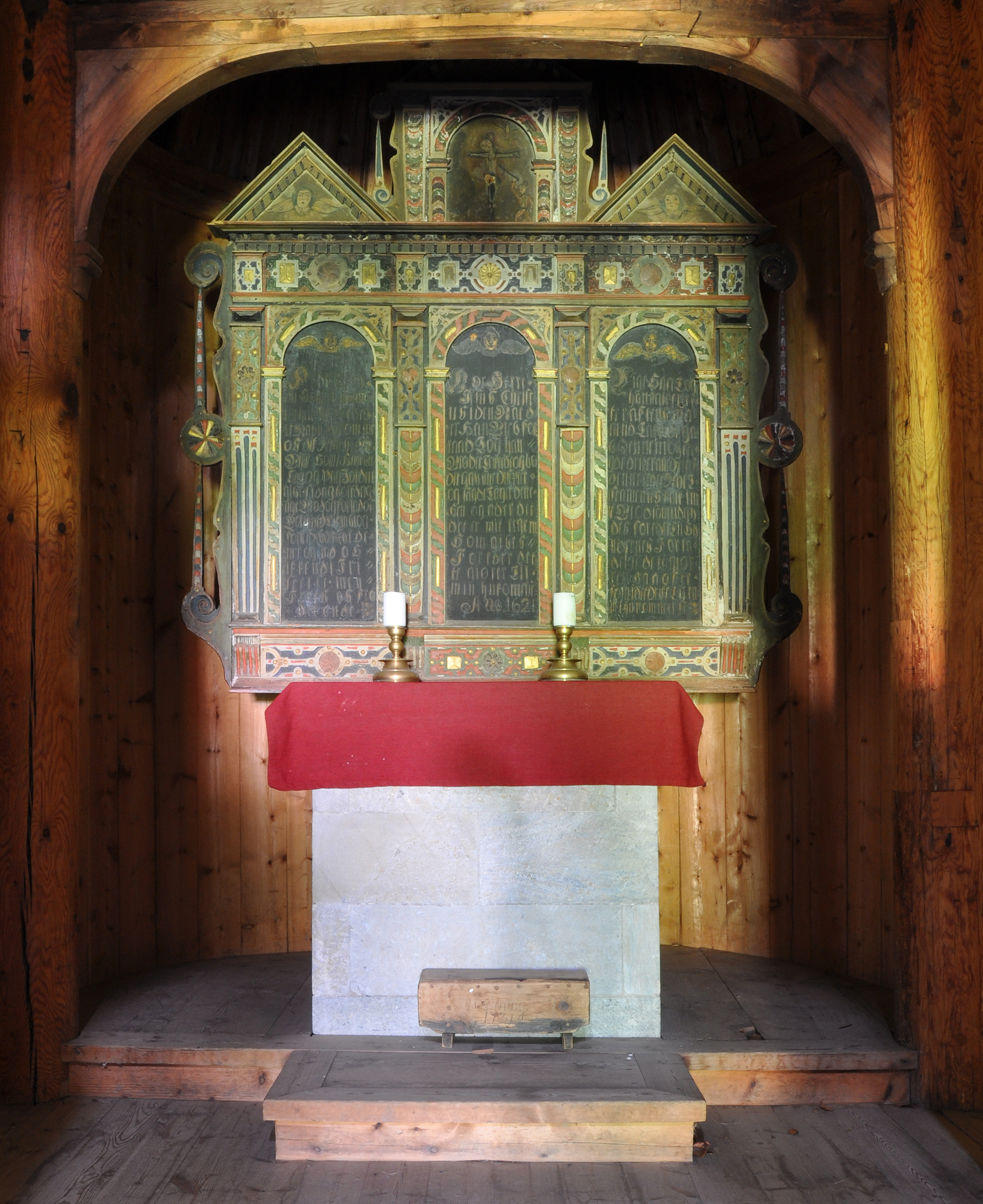
Hochaltar mit Katechismustafel aus 1621.

Die Kirche besitzt drei steinerne Altäre. Der Hauptaltar im Chor besitzt eine dreiteilige Katechismustafel, die vermutlich aus dem Jahr 1621 stammt. Das Kirchenschiff hat auf der nördlichen und südlichen Seite je einen steinernen Seitenaltar. Der nördliche Altar besitzt einen satteldachförmigem Überbau (Ziborium) aus der Zeit des Übergangs des 13. ins 14. Jahrhundert. Anhand der Malereien und der Platzierung im Kirchenschiff ist zu vermuten, dass er der Muttergottes geweiht ist. Der Altar auf der Südseite hatte sehr wahrscheinlich auch ein Ziborium, was die Veränderungen an den südlichen Masten vermuten lassen. Heute steht er aber ganz ohne Verzierung im Kirchenschiff.

### Ziborium über dem Nordaltar

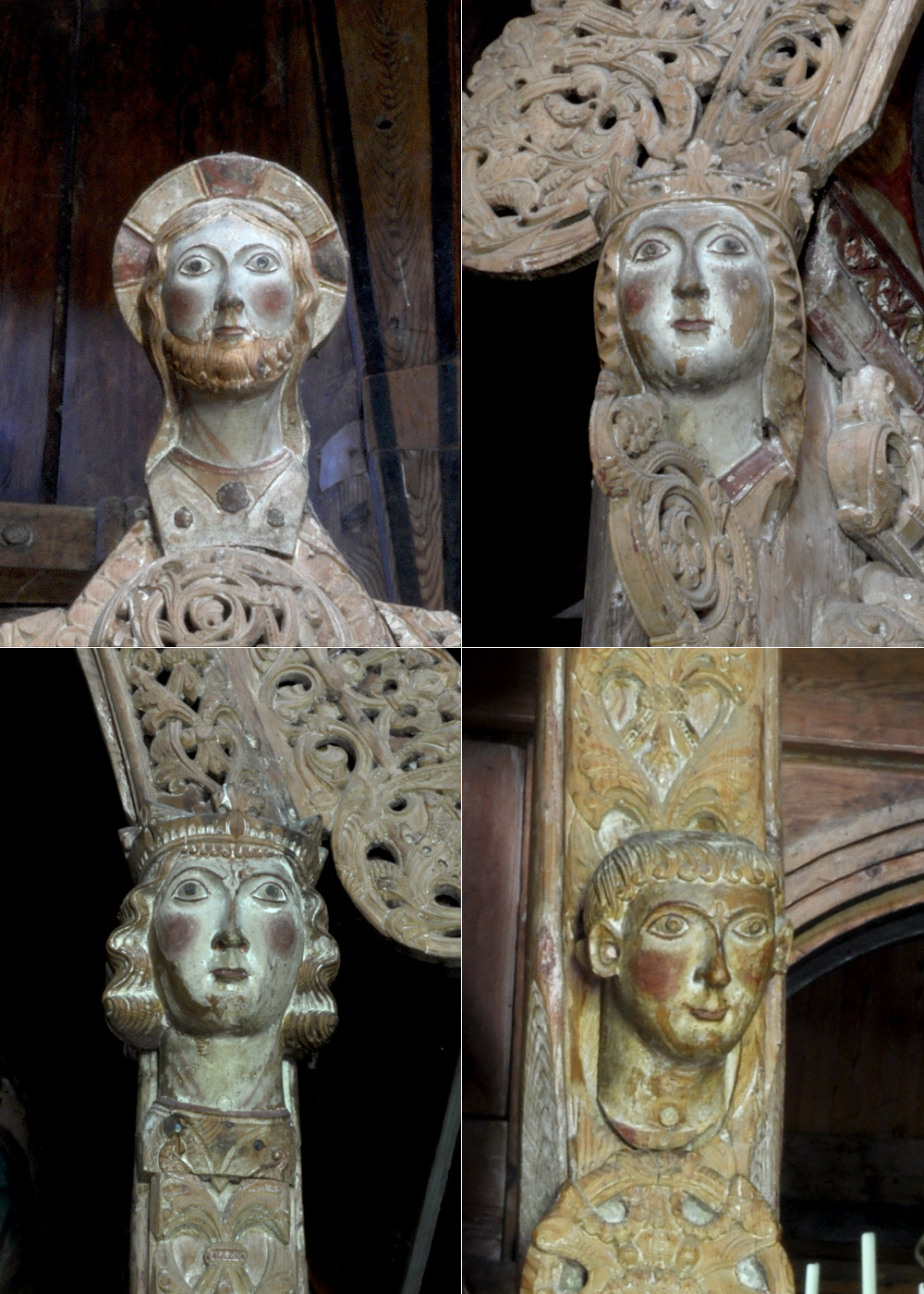
Die Köpfe am Ziborium (Jesus, Königin, König, Mönch).

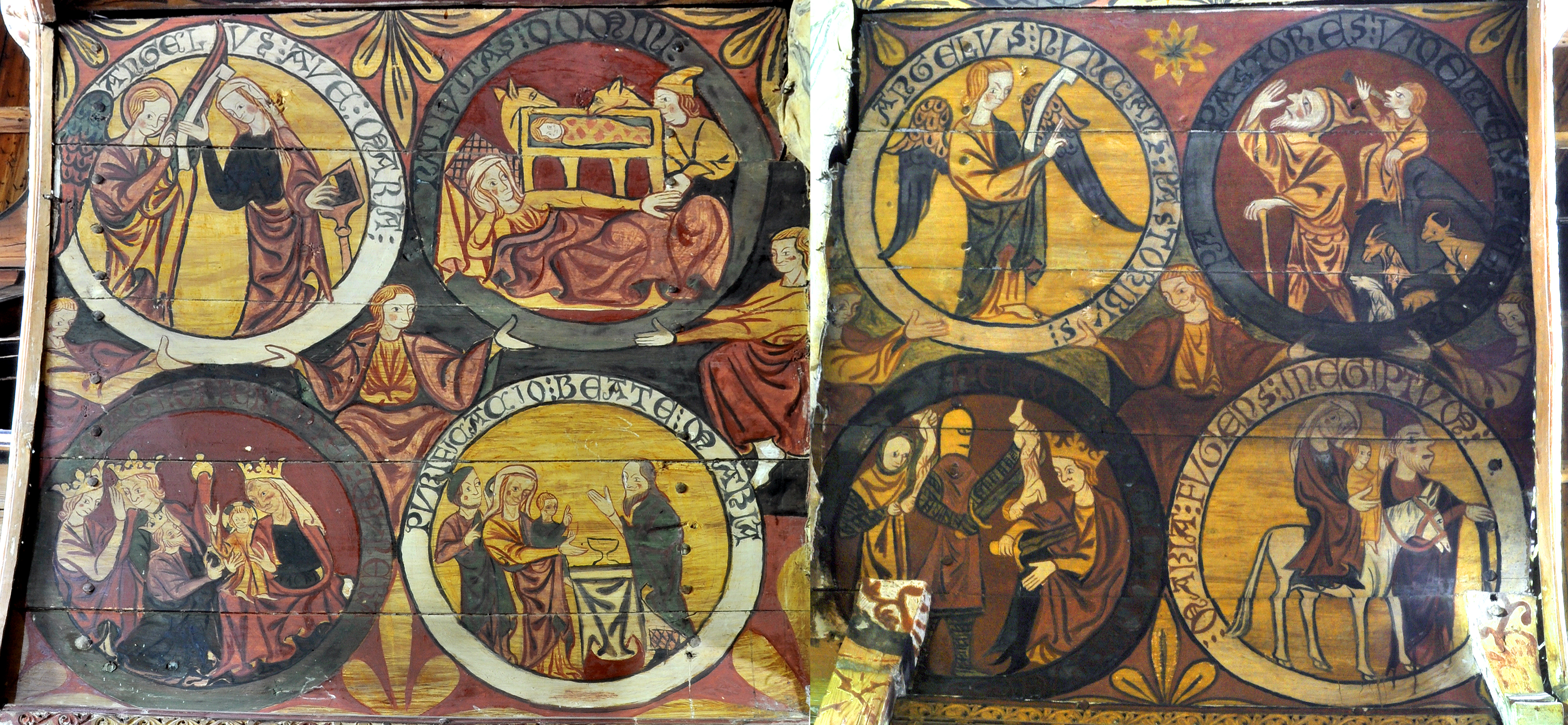
Bilder auf der Unterseite des Ziboriums.
Obere Hälfte v. l. n. r.: Verkündigung des Herrn, Weihnachten, Verkündung der frohen Botschaft an die Hirten (zwei Bilder). Untere Hälfte v. l. n. r.: Anbetung Jesus durch die Heiligen Drei Könige, Jesus im Tempel, Kindermord von Bethlehem, Flucht nach Ägypten.

Das Ziborium steht an den nördlichen Masten des Schiffes und auf zwei zusätzlichen Stützen im Mittelgang. Die hintere Stütze gehörte ursprünglich sehr wahrscheinlich zum Ziborium der Südseite und die Rückseite des Ziboriums war möglicherweise mit Leder bezogen. Die Satteldachdecke besteht aus Windbrettern, die mit Schnitzereien dekoriert sind. Der hintere Giebel des Satteldachs zeigt zwei weihrauchfassschwenkende Engel. Die Rückseite Die Unterseite des Daches ist bemalt und zeigt in lateinisch beschrifteten Medaillons Szenen aus der frühen Kindheit Jesu. Die Bilder wurden in Vergangenheit unsachgemäß gereinigt und restauriert, und somit ist der ursprüngliche Charakter zerstört worden. Das Ziborium ist mit Schnitzereien verziert. Die vorderen Säulen sind mit Blattrosen beschnitzt. Auf dem Ziborium sind vier Köpfe angebracht, die vermutlich aus dem 13. Jahrhundert stammen, obwohl sie auch Züge der romanischen Kunst des 12. Jahrhunderts tragen. Einige dieser Köpfe könnten zum südlichen Ziborium gehört haben und sind während der Restaurierung durch Peter Andreas Blix an ihre heutige Position angebracht worden. Auf dem Giebel befindet sich der Jesuskopf mit Kreuzglorie. Dieser Kopf ist vermutlich der einzige, der an seinem ursprünglichen Platz sitzt. Am oberen Ende der vorderen linken Säule befindet sich ein gekrönter Frauenkopf und auf der gleichen Höhe auf der rechten Säule ein gekrönter Männerkopf. Diese beiden Köpfe werden in der Literatur häufig vereinfachend als „Königin“ und „König“ bezeichnet. Unterhalb der rechten Säule befindet sich zusätzlich ein Mönchskopf mit einer Frisur, die an Statuen des 12. Jahrhunderts erinnern.
Auf der Nordseite des Satteldaches im linken oberen Ring befindet sich die Verkündigung der bevorstehenden Geburt an Maria durch den Erzengel Gabriel (Verkündigung des Herrn). Der rechte obere Ring zeigt das Christkind in der Krippe mit Maria und Josef und zwei Hirtentiere neben der Krippe. Links unten befindet sich die Anbetung des Christkindes durch die Heiligen Drei Könige. Der rechte untere Ring zeigt Jesus im Tempel, vermutlich wegen Brit Mila. Auf der Südseite des Satteldaches ist im ersten Ring ein Engel dargestellt, der die frohe Botschaft den Hirten verkündet. Im zweiten Ring sind ein Hirte und ein Hirtenjunge abgebildet, die die Botschaft des Engels empfangen. Der dritte Ring zeigt eine Szene des Kindermords in Betlehem. Zu sehen ist Herodes der Große mit Schwert und zwei Rittern, die gerade Neugeborene töten. Auf dem letzten Ring ist die Flucht nach Ägypten mit Maria und dem Kind auf einem Esel und Josef mit Wanderstock abgebildet.

## Replikate

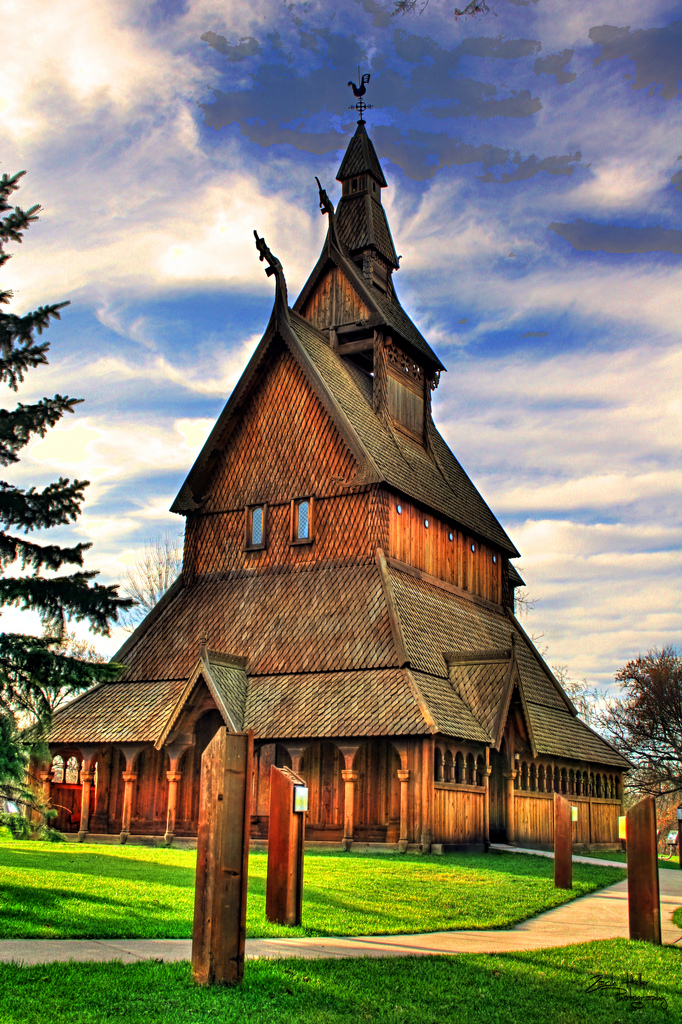
Die Kopie in Minnesota. (Das ist eine mit digitaler Bildbearbeitung künstlerisch verfremdete Fotografie.)

Eine Kopie der Kirche steht in der Heritage Hjemkomst, Moorhead, Minnesota, USA. Gebaut wurde sie in den Jahren 1997 und 1998. Sie ist das Lebenswerk von Guy Paulson, der 25 Jahre lang die Holzschnitzereien dafür anfertigte.